# Slobodno skijanje
Freestyle skijanje ili skijanje slobodnim stilom skup je slobodnih stilova "ekstremno" orijentiranih na skokove, vožnje po raznim preprekama itd. Cilj freestyle skijaša (najčešće) nije brzina, nego vizualni dojam, kvaliteta izvedbe, raznolikost izvedenih "trikova" i njihova povezanost te ukomponiranost svih segmenata.
Međunarodna skijaška federacija (FIS) priznala je freestyle kao šport 1979. godine te je donijela nova pravila koja su se odnosila na certificiranje športaša, kao i na tehniku skokova s ciljem zauzdavanja opasnih elemenata natjecanja. Prvo natjecanje Svjetskog kupa održalo se 1980. godine, a prvo Svjetsko prvenstvo održalo se 1986. u Tignesu, Francuska. Freestyle skijanje se nalazi u programu Zimskih olimpijskih igara od 1988, kada je u Calgaryju bio pokazni sport, od 1992. i Albertvillea moguls je i službeno postao dio olimpijske obitelji, 1994. u Lillehammeru je prihvaćena disciplina aerials, a od ovih olimpijskih igara dijelit će se medalje i u disciplini skicross. 
Na olimpijskim igrama skijaši i skijašice se natječu u skijanju po hupserima (moguls), akrobatskim skokovima (aerials) i skicrossu. Disciplina moguls podrazumijeva staze s puno brdašaca te nekoliko rampi na kojima natjecatelji prilikom vožnje izvode što atraktivniji skok. U disciplini aerials svaki skijaš-skakač preko velike rampe radi raznorazne figure u zraku, čak i peterostruki salto, a to je i najopasnija disciplina u kojoj su česti lomovi. Treća disciplina je skicross - više skijaša istodobno kreće s cilja i utrkuje se na brdovitoj stazi s raznoraznim preprekama (manji i veći skokovi, zavoji, ulegnuća).